# Intellifont
Az Intellifont egy skálázható betűtípus-technológia, amelyet eredetileg Tom Hawkins fejlesztett ki a Compugraphicnál az 1980-as évek végén, és később a Hewlett-Packard (HP) integrálta nyomtatóihoz. Az Intellifont technológia célja az volt, hogy kiváló minőségű, skálázható betűtípusokat biztosítson nyomtatók és egyéb kijelzőeszközök számára.

## Történet
Az Intellifont betűkészletek megjelenésének és illeszkedésének optimalizálása (angolul: hinting) egy DEC VAX mainframe számítógépen történt, Ikarus szoftverrel. Ez a hintelési folyamat biztosította, hogy a betűk élesek és olvashatóak legyenek bármilyen felbontás mellett. A skálázható betűkészlet adatbázis felépítésével kapcsolatos eljárást Hawkins és Allan W. Ristow 1995-ben szabadalmi oltalom alá helyeztette, mely védettség 2015-ben járt le.
A HP az Intellifont technológiát a PCL 5 nyomtatóvezérlő protokoll részeként használta 1990-től és olyan népszerű nyomtatókban alkalmazták, mint a HP LaserJet III és IV. Ez forradalmasította a nyomtatók képességét a különböző betűtípusok kezelésére.
Az Intellifont a Commodore International által 1991-ben kiadott AmigaOS 2.04 része is volt (diskfont.library), ahol a Bullet font skálázó motor biztosított natív támogatást az Intellifont formátumhoz (AmigaOS 2.1-től külön "bullet.library"). Ez a lépés az Amiga rendszerek egyik jelentős előrelépése volt a tipográfiai megjelenítés terén. Számos Amigán alkalmazható Intellifont betűkészletet tartalmaz igyenesen letölthető formában az Aminet.

## Utóélet
Az Intellifont technológiát később az Agfa vette át és beépítette az Universal Font Scaling Technology (UFST) rendszerébe. Ez lehetővé tette a technológia szélesebb körű alkalmazását, például nyomtatók és digitális kijelzők esetében.